# Филовці
Филовці (словен. Filovci) — поселення в общині Моравське Топлице, Помурський регіон, Словенія. Висота над рівнем моря: 176,7 м.